# Élections cantonales de 1919 dans le Finistère
Les élections cantonales françaises de 1919 ont eu lieu les 14 décembre et 21 décembre 1919.

## Assemblée départementale sortante
| Parti                                          | Sigle   | Élus |
| ---------------------------------------------- | ------- | ---- |
| Majorité (27 sièges)                           |         |      |
| Alliance démocratique                          | Rép.G   | 14   |
| Radicaux et Radicaux-socialiste                | Rad     | 8    |
| Progressiste                                   | Prog.G  | 5    |
| Opposition (14 sièges)                         |         |      |
| Conservateur                                   | Conserv | 14   |
| Socialistes (2 sièges)                         |         |      |
| Section française de l'Internationale ouvrière | SFIO    | 2    |
| Président du conseil général                   |         |      |
| Albert Louppe (Rép.G)                          |         |      |

## Assemblée départementale élue
| Parti                                          | Sigle   | Élus |
| ---------------------------------------------- | ------- | ---- |
| Majorité (26 sièges)                           |         |      |
| Alliance démocratique                          | Rép.G   | 13   |
| Radicaux et Radicaux-socialiste                | Rad     | 7    |
| Progressiste                                   | Prog    | 6    |
| Opposition (14 sièges)                         |         |      |
| Conservateur                                   | Conserv | 14   |
| Socialistes (3 sièges)                         |         |      |
| Section française de l'Internationale ouvrière | SFIO    | 3    |
| Président du conseil général                   |         |      |
| Albert Louppe (Rép.G)                          |         |      |

## Résultats par canton

### Canton de Brest-2
| Candidats | Candidats       | Étiquette | Premier tour | Premier tour | Second tour | Second tour |
| Candidats | Candidats       | Étiquette | Voix         | %            | Voix        | %           |
| --------- | --------------- | --------- | ------------ | ------------ | ----------- | ----------- |
|           | Émile Goude *   | SFIO      | 3 708        | 56.74        | 3 846       | 73.61       |
|           | Victor Balanant | Rép.G     | 2 827        | 43.26        |             |             |
|           | Mr Valoris      | Conserv   | -            | -            | 1 079       | 20.65       |
|           |                 |           |              |              |             |             |
| Inscrits  | Inscrits        | Inscrits  | 15 728       |              | 15 728      |             |
| Votants   | Votants         | Votants   | 7 032        | 44.71        | 6 128       | 38.96       |
| Exprimés  | Exprimés        | Exprimés  | 6 535        | 92.93        | 5 225       | 85.26       |

*sortant

### Canton de Brest-3
| Candidats | Candidats          | Étiquette | Premier tour | Premier tour | Second tour | Second tour |
| Candidats | Candidats          | Étiquette | Voix         | %            | Voix        | %           |
| --------- | ------------------ | --------- | ------------ | ------------ | ----------- | ----------- |
|           | Hippolyte Masson * | SFIO      | 1 453        | 48.94        | 1 664       | 52.41       |
|           | Émile Guépratte    | Rép.G     | 1 395        | 46.99        | 1 429       | 45.01       |
|           |                    |           |              |              |             |             |
| Inscrits  | Inscrits           | Inscrits  | 7 138        |              | 7 138       |             |
| Votants   | Votants            | Votants   | 3 067        | 42.97        | 3 255       | 45.60       |
| Exprimés  | Exprimés           | Exprimés  | 2 969        | 96.81        | 3 175       | 97.54       |

*sortant

### Canton de Daoulas
Émile Danguy des Déserts (Rallié) est mort en 1911. François-Émile Villiers (Conserv.) est élu lors de la partielle.
|          | François-Émile Villiers * | Conserv  | 1 973 | 85.97 |  |  |
|          |                           |          |       |       |  |  |
| Inscrits | Inscrits                  | Inscrits | 6 081 |       |  |  |
| Votants  | Votants                   | Votants  | 2 295 | 37.74 |  |  |
| Exprimés |                           |          |       |       |  |  |

*sortant

### Canton de Lannilis
Pierre Lhostis (Conserv) ne se représente pas.
|          | Jean Audren de Kerdrel * | Conserv  | 2 272 | 93.12 |  |  |
|          |                          |          |       |       |  |  |
| Inscrits | Inscrits                 | Inscrits | 3 415 |       |  |  |
| Votants  | Votants                  | Votants  | 2 440 | 71.45 |  |  |
| Exprimés |                          |          |       |       |  |  |

*sortant

### Canton de Plabennec
Louis de Blois de la Calande (Conserv) est mort en 1911. André le Bescond de Coatpont est élu lors de la partielle.
|          | André le Bescond de Coatpont * | Conserv  | 2 196 | 92.89 |  |  |
|          |                                |          |       |       |  |  |
| Inscrits | Inscrits                       | Inscrits | 3 679 |       |  |  |
| Votants  | Votants                        | Votants  | 2 364 | 64.26 |  |  |
| Exprimés | Exprimés                       | Exprimés | 2 277 | 96.32 |  |  |

*sortant

### Canton de Ploudalmézeau
|          | Jules Fortin * | Conserv  | 2 054 | 87.11 |  |  |
|          |                |          |       |       |  |  |
| Inscrits | Inscrits       | Inscrits | 4 295 |       |  |  |
| Votants  | Votants        | Votants  | 2 358 | 54.90 |  |  |
| Exprimés |                |          |       |       |  |  |

*sortant

### Canton de Lanmeur
|          | Yves Guillemot * | Rép.G    | 2 194 | 94.73 |  |  |
|          |                  |          |       |       |  |  |
| Inscrits | Inscrits         | Inscrits | 3 817 |       |  |  |
| Votants  | Votants          | Votants  | 2 316 | 60.68 |  |  |
| Exprimés | Exprimés         | Exprimés | 2 242 | 96.81 |  |  |

*sortant

### Canton de Saint-Pol-de-Léon
|          | Alain Budes de Guébriant * | Conserv  | 2 780 | 68.90 |  |  |
|          |                            |          |       |       |  |  |
| Inscrits | Inscrits                   | Inscrits | 6 664 |       |  |  |
| Votants  | Votants                    | Votants  | 4 035 | 60.55 |  |  |
| Exprimés | Exprimés                   | Exprimés | 3 445 | 85.38 |  |  |

*sortant

### Canton de Plouescat
|          | Pierre Trémintin * | Conserv  | 1 697 | 82.14 |  |  |
|          |                    |          |       |       |  |  |
| Inscrits | Inscrits           | Inscrits | 3 389 |       |  |  |
| Votants  | Votants            | Votants  | 2 066 | 60.96 |  |  |
| Exprimés | Exprimés           | Exprimés | 1 725 | 83.50 |  |  |

*sortant

### Canton de Plouzévédé
|          | Amaury Audren de Kerdrel * | Conserv  | 1 885 | 84.91 |  |  |
|          |                            |          |       |       |  |  |
| Inscrits | Inscrits                   | Inscrits | 3 555 |       |  |  |
| Votants  | Votants                    | Votants  | 2 220 | 62.45 |  |  |
| Exprimés | Exprimés                   | Exprimés | 2 117 | 95.36 |  |  |

*sortant

### Canton de Saint-Thégonnec
Émile Le Cloarec (Rép.G) ne se représente pas.
|          | Yves-Marie Le Jeune | Rad      | 1 592 | 92.77 |  |  |
|          |                     |          |       |       |  |  |
| Inscrits | Inscrits            | Inscrits | 3 194 |       |  |  |
| Votants  | Votants             | Votants  | 1 716 | 53.73 |  |  |
| Exprimés |                     |          |       |       |  |  |

*sortant

### Canton de Concarneau
Louis Lucas (Rép.G) ne se représente pas.
|          | Maurice Bouilloux-Lafont | Rép.G (*) | 2 073 | 94.79 |  |  |
|          |                          |           |       |       |  |  |
| Inscrits | Inscrits                 | Inscrits  | 5 447 |       |  |  |
| Votants  | Votants                  | Votants   | 2 187 | 40.15 |  |  |
| Exprimés | Exprimés                 | Exprimés  | 2 116 | 96.75 |  |  |

*sortant

### Canton de Fouesnant
Louis Hémon (Progressiste) est mort en 1914. Mr Le Bris 
est élu lors de la partielle. Il ne se représente pas en 1919.
|          | André Bénac | Rép.G *  | 1 506 | 97.29 |  |  |
|          |             |          |       |       |  |  |
| Inscrits | Inscrits    | Inscrits | 2 883 |       |  |  |
| Votants  | Votants     | Votants  | 1 548 | 53.69 |  |  |
| Exprimés |             |          |       |       |  |  |

*sortant

### Canton de Pont-l'Abbé
Édouard Plouzané (Rad-soc) ne se représente pas
|          | Pierre Biger     | Rép.G    | 2 579 | 55.20 |  |  |
|          | Eugène Kernaflen | SFIO     | 1 880 | 40.24 |  |  |
|          |                  |          |       |       |  |  |
| Inscrits | Inscrits         | Inscrits | 9 270 |       |  |  |
| Votants  | Votants          | Votants  | 4 862 | 52.45 |  |  |
| Exprimés | Exprimés         | Exprimés | 4 672 | 96.09 |  |  |

*sortant

### Canton de Rosporden
|          | Alain Le Meur * | Rép.G    | 1 075 | 80.05 |  |  |
|          | Mr Philippot    |          | 234   | 17.42 |  |  |
|          |                 |          |       |       |  |  |
| Inscrits | Inscrits        | Inscrits | 2 466 |       |  |  |
| Votants  | Votants         | Votants  | 1 434 | 58.15 |  |  |
| Exprimés | Exprimés        | Exprimés | 1 343 | 93.65 |  |  |

*sortant

### Canton de Pont-Croix
|          | Maurice Fenoux * | Rép.G    | 2 677 | 63.12 |  |  |
|          | Mr Kersaudy      | Conserv  | 1 564 | 36.88 |  |  |
|          |                  |          |       |       |  |  |
| Inscrits | Inscrits         | Inscrits | 8 346 |       |  |  |
| Votants  | Votants          | Votants  | 4 622 | 55.38 |  |  |
| Exprimés | Exprimés         | Exprimés | 4 241 | 91.76 |  |  |

*sortant

### Canton de Crozon
M. Moulin (Conserv) ne se représente pas.
|          | Jean Cariou  | Rép.G    | 1 933 | 72.15 |  |  |
|          | Antoine Bott | Rad      | 746   | 27.85 |  |  |
|          |              |          |       |       |  |  |
| Inscrits | Inscrits     | Inscrits | 5 716 |       |  |  |
| Votants  | Votants      | Votants  | 2 940 | 51.44 |  |  |
| Exprimés | Exprimés     | Exprimés | 2 679 | 91.12 |  |  |

*sortant

### Canton de Pleyben
|          | Jean-François Berthélémé * | Prog     | 2 425 | 93.81 |  |  |
|          |                            |          |       |       |  |  |
| Inscrits | Inscrits                   | Inscrits | 5 551 |       |  |  |
| Votants  | Votants                    | Votants  | 2 585 | 46.57 |  |  |
| Exprimés | Exprimés                   | Exprimés | 2 441 | 94.43 |  |  |

*sortant

### Canton de Carhaix-Plouguer
|          | Ferdinand Lancien | Rad      | 2 674 | 92.56 |  |  |
|          |                   |          |       |       |  |  |
| Inscrits | Inscrits          | Inscrits | 5 183 |       |  |  |
| Votants  | Votants           | Votants  | 2 889 | 55.74 |  |  |
| Exprimés |                   |          |       |       |  |  |

*sortant

### Canton de Bannalec
|          | Yves Tanguy | Rad (ex Rép.G) | 1 946 | 97.50 |  |  |
|          |             |                |       |       |  |  |
| Inscrits | Inscrits    | Inscrits       | 3 701 |       |  |  |
| Votants  | Votants     | Votants        | 1 996 | 53.93 |  |  |
| Exprimés | Exprimés    | Exprimés       | 1 972 | 98.80 |  |  |

*sortant

### Canton d'Arzano
|          | Yves Guyonvarch * | Prog (ex Rép.G) | 985   | 97.33 |  |  |
|          |                   |                 |       |       |  |  |
| Inscrits | Inscrits          | Inscrits        | 1 586 |       |  |  |
| Votants  | Votants           | Votants         | 1 012 | 63.81 |  |  |
| Exprimés | Exprimés          | Exprimés        | 986   | 97.43 |  |  |

*sortant

## Résultats série 2

### Canton de Brest-1
Mr Moign (Prog.G) ne se représente pas.
| Candidats | Candidats        | Étiquette | Premier tour | Premier tour | Second tour | Second tour |
| Candidats | Candidats        | Étiquette | Voix         | %            | Voix        | %           |
| --------- | ---------------- | --------- | ------------ | ------------ | ----------- | ----------- |
|           | Victor Le Gorgeu | Rép.G     | 1 936        | 55.52        | 1 937       | 56.06       |
|           | Jean Le Tréïs    | SFIO      | 1 524        | 43.71        | 1 511       | 43.73       |
|           |                  |           |              |              |             |             |
| Inscrits  | Inscrits         | Inscrits  | 8 604        |              | 8 604       |             |
| Votants   | Votants          | Votants   | 3 697        | 42.97        | 3 633       | 42.23       |
| Exprimés  | Exprimés         | Exprimés  | 3 487        | 94.32        | 3 455       | 95.10       |

*sortant

### Canton d'Ouessant
Jean-Charles Chevillotte (Conserv) est mort en 1914. Prudent Gayet (Conserv) est élu lors de la partielle.
| Candidats | Candidats        | Étiquette | Premier tour | Premier tour | Second tour | Second tour |
| Candidats | Candidats        | Étiquette | Voix         | %            | Voix        | %           |
| --------- | ---------------- | --------- | ------------ | ------------ | ----------- | ----------- |
|           | Léon Courtillier | Rép.G     | 152          | 46.34        | 131         | 38.99       |
|           | Pierre Mocaër    | Conserv   | 116          | 35.37        | 205         | 61.01       |
|           | Prudent Gayet *  | Conserv   | 59           | 17.99        |             |             |
|           |                  |           |              |              |             |             |
| Inscrits  | Inscrits         | Inscrits  | 686          |              | 686         |             |
| Votants   | Votants          | Votants   | 334          | 48.69        | 338         | 49.27       |
| Exprimés  | Exprimés         | Exprimés  | 328          | 98.20        | 336         | 99.41       |

*sortant

### Canton de Lesneven
Louis Soubigou (Conserv) est mort en 1914. En raison de la guerre il n'y a pas eu de partielle d'organisée.
|          | Louis-Marie Bihan-Poudec * | Prog     | 2 979 | 94.00 |  |  |
|          |                            |          |       |       |  |  |
| Inscrits | Inscrits                   | Inscrits | 5 219 |       |  |  |
| Votants  | Votants                    | Votants  | 3 169 | 60.72 |  |  |
| Exprimés |                            |          |       |       |  |  |

*sortant

### Canton de Ploudiry
Jean-Marie David (Prog.D) est mort en 1913. Joseph Boucher (Conserv) est élu lors de la partielle.
|          | Joseph Boucher * | Conserv  | 712   | 69.13 |  |  |
|          | Mr Berthelot     |          | 60    | 6.87  |  |  |
|          | Mr Guéguen       |          | 54    | 6.18  |  |  |
|          |                  |          |       |       |  |  |
| Inscrits | Inscrits         | Inscrits | 1 545 |       |  |  |
| Votants  | Votants          | Votants  | 1 030 | 66.67 |  |  |
| Exprimés | Exprimés         | Exprimés | 874   | 84.85 |  |  |

*sortant

### Canton de Saint-Renan
Jean-François Lareur (Conserv) ne se représente pas.
|          | Gustave Cheminant | Rép.G    | 2 744 | 94.62 |  |  |
|          |                   |          |       |       |  |  |
| Inscrits | Inscrits          | Inscrits | 4 537 |       |  |  |
| Votants  | Votants           | Votants  | 2 900 | 63.92 |  |  |
| Exprimés |                   |          |       |       |  |  |

*sortant

### Canton de Landerneau
|          | Gaston de l'Hôpital * | Conserv  | 2 737 | 76.99 |  |  |
|          | Louis Simon           | SFIO     | 514   | 14.46 |  |  |
|          | Léopold Maissin       | Rép.G    | 189   | 5.32  |  |  |
|          |                       |          |       |       |  |  |
| Inscrits | Inscrits              | Inscrits | 6 154 |       |  |  |
| Votants  | Votants               | Votants  | 3 606 | 58.60 |  |  |
| Exprimés | Exprimés              | Exprimés | 3 555 | 98.59 |  |  |

*sortant

### Canton de Plogastel-Saint-Germain
| Candidats | Candidats         | Étiquette | Premier tour | Premier tour | Second tour | Second tour |
| Candidats | Candidats         | Étiquette | Voix         | %            | Voix        | %           |
| --------- | ----------------- | --------- | ------------ | ------------ | ----------- | ----------- |
|           | Georges Le Bail * | Rad       | 1 877        | 48.33        | 2 058       | 49.98       |
|           | Jean Hénaff       | Conserv   | 1 862        | 47.94        | 2 060       | 50.02       |
|           |                   |           |              |              |             |             |
| Inscrits  | Inscrits          | Inscrits  | 5 689        |              | 5 689       |             |
| Votants   | Votants           | Votants   | 3 915        | 68.82        | 4 152       | 72.98       |
| Exprimés  | Exprimés          | Exprimés  | 3 884        | 99.21        | 4 118       | 99.18       |

*sortant

### Canton de Quimper
Antoine Canet (Rép.G) ne se représente pas.
|          | Théodore Le Hars | Rép.G    | 2 780 | 86.47 |  |  |
|          |                  |          |       |       |  |  |
| Inscrits | Inscrits         | Inscrits | 7 935 |       |  |  |
| Votants  | Votants          | Votants  | 3 215 | 40.52 |  |  |
| Exprimés | Exprimés         | Exprimés | 2 804 | 87.22 |  |  |

*sortant

### Canton de Briec
Jean Pennarun (Conserv) ne se représente pas.
|          | Yves Gouérou | Conserv (*) | 851   | 58.53 |  |  |
|          | Mr Le Corre  | Rép.G       | 506   | 34.80 |  |  |
|          |              |             |       |       |  |  |
| Inscrits | Inscrits     | Inscrits    | 2 092 |       |  |  |
| Votants  | Votants      | Votants     | 1 466 | 70.08 |  |  |
| Exprimés | Exprimés     | Exprimés    | 1 454 | 99.18 |  |  |

*sortant

### Canton de Scaër
|          | Henri Le Rodallec * | Prog.G   | 1 829 | 95.61 |  |  |
|          |                     |          |       |       |  |  |
| Inscrits | Inscrits            | Inscrits | 3 093 |       |  |  |
| Votants  | Votants             | Votants  | 1 913 | 61.85 |  |  |
| Exprimés | Exprimés            | Exprimés | 1 847 | 96.55 |  |  |

*sortant

### Canton de Douarnenez
Henri Damey (père) (Rép.G) ne se représente pas.
| Candidats | Candidats          | Étiquette | Premier tour | Premier tour | Second tour | Second tour |
| Candidats | Candidats          | Étiquette | Voix         | %            | Voix        | %           |
| --------- | ------------------ | --------- | ------------ | ------------ | ----------- | ----------- |
|           | Henri Damey (fils) | Rép.G (*) | 1 882        | 36.67        | 3 179       | 64.58       |
|           | Fernand Le Goïc    | SFIO      | 1 669        | 32.52        | 1 744       | 35.43       |
|           | Pierre Belbéoch    | Conserv   | 1 544        | 30.08        |             |             |
|           |                    |           |              |              |             |             |
| Inscrits  | Inscrits           | Inscrits  | 9 135        |              | 9 135       |             |
| Votants   | Votants            | Votants   | 5 523        | 60.46        | 5 276       | 57.76       |
| Exprimés  | Exprimés           | Exprimés  | 5 133        | 92.94        | 4 923       | 93.31       |

*sortant

### Canton de Morlaix
Vincent Larher (Rad-soc) ne se représente pas.
| Candidats | Candidats              | Étiquette | Premier tour | Premier tour | Second tour | Second tour |
| Candidats | Candidats              | Étiquette | Voix         | %            | Voix        | %           |
| --------- | ---------------------- | --------- | ------------ | ------------ | ----------- | ----------- |
|           | François-Louis Bourgot | SFIO      | 1 364        | 46.87        | 1 556       | 52.09       |
|           | Mr Perrot              | Conserv   | 1 183        | 40.65        | 1 431       | 47.91       |
|           | François Hamon         | Rép.G     | 394          | 13.54        |             |             |
|           |                        |           |              |              |             |             |
| Inscrits  | Inscrits               | Inscrits  | 6 478        |              | 6 478       |             |
| Votants   | Votants                | Votants   | 2 983        | 46.05        | 3 021       | 46.64       |
| Exprimés  | Exprimés               | Exprimés  | 2 910        | 97.55        | 2 987       | 98.88       |

*sortant

### Canton de Sizun
Paul Charreteur (Rép.G) ne se représente pas.
| Candidats | Candidats                  | Étiquette | Premier tour | Premier tour | Second tour | Second tour |
| Candidats | Candidats                  | Étiquette | Voix         | %            | Voix        | %           |
| --------- | -------------------------- | --------- | ------------ | ------------ | ----------- | ----------- |
|           | Pierre Quémeneur           | Conserv   | 834          | 49.91        | 1 034       | 56.53       |
|           | Alfred Le Rouge de Rusunan | Rép.G (*) | 784          | 46.92        | 795         | 43.47       |
|           |                            |           |              |              |             |             |
| Inscrits  | Inscrits                   | Inscrits  | 2 395        |              | 2 395       |             |
| Votants   | Votants                    | Votants   | 1 711        | 71.44        | 1 839       | 76.79       |
| Exprimés  | Exprimés                   | Exprimés  | 1 671        | 97.66        | 1 829       | 99.46       |

*sortant

### Canton de Taulé
Louis de Kersauson (Conserv) est mort en 1913.  	Georges
Le Gac de Lansalut (Conserv) est élu lors de la partielle.
Il ne se représente pas en 1919.
|          | François-Louis Guillou   | Rad         | 1 146 | 66.47 |  |  |
|          | Adolphe Bornis Desbordes | Conserv (*) | 578   | 33.53 |  |  |
|          |                          |             |       |       |  |  |
| Inscrits | Inscrits                 | Inscrits    | 2 945 |       |  |  |
| Votants  | Votants                  | Votants     | 1 914 | 64.95 |  |  |
| Exprimés | Exprimés                 | Exprimés    | 1 724 | 90.07 |  |  |

*sortant

### Canton de Plouigneau
|          | Armand Jaouen * | Rép.G    | 1 953 | 89.10 |  |  |
|          | Mr Bougeant     |          | 54    | 2.47  |  |  |
|          |                 |          |       |       |  |  |
| Inscrits | Inscrits        | Inscrits | 3 797 |       |  |  |
| Votants  | Votants         | Votants  | 2 192 | 55.73 |  |  |
| Exprimés | Exprimés        | Exprimés | 2 190 | 99.91 |  |  |

*sortant

### Canton de Châteaulin
| Candidats | Candidats     | Étiquette | Premier tour | Premier tour | Second tour | Second tour |
| Candidats | Candidats     | Étiquette | Voix         | %            | Voix        | %           |
| --------- | ------------- | --------- | ------------ | ------------ | ----------- | ----------- |
|           | Mr Auffret    | Rad       | 1 330        | 35.93        | 1 695       | 45.41       |
|           | Henri Février | Conserv   | 1 188        | 32.09        | 2 033       | 54.46       |
|           | H. Magne *    | Rad       | 1 123        | 30.34        |             |             |
|           |               |           |              |              |             |             |
| Inscrits  | Inscrits      | Inscrits  | 6 280        |              | 6 289       |             |
| Votants   | Votants       | Votants   | 3 866        | 61.56        | 3 786       | 60.20       |
| Exprimés  | Exprimés      | Exprimés  | 3 702        | 95.76        | 3 733       | 98.60       |

*sortant

### Canton de Châteauneuf-du-Faou
Louis Dubuisson (Rad) est mort en 1914. Victor Le Guern (Rad) est élu lors de la partielle.
|          | Victor Le Guern * | Rad      | 3 239 | 98.39 |  |  |
|          |                   |          |       |       |  |  |
| Inscrits | Inscrits          | Inscrits | 6 105 |       |  |  |
| Votants  | Votants           | Votants  | 3 292 | 53.92 |  |  |
| Exprimés | Exprimés          | Exprimés | 3 258 | 98.97 |  |  |

*sortant

### Canton d'Huelgoat
Joseph Féjean (Rad) ne se représente pas.
|          | Jean-François Le Dilasser | Rad (*)  | 1 193 | 61.05 |  |  |
|          | Louis Lalouët             | SFIO     | 758   | 38.79 |  |  |
|          |                           |          |       |       |  |  |
| Inscrits | Inscrits                  | Inscrits | 3 978 |       |  |  |
| Votants  | Votants                   | Votants  | 2 006 | 50.43 |  |  |
| Exprimés | Exprimés                  | Exprimés | 1 954 | 97.41 |  |  |

*sortant

### Canton du Faou
|          | Albert Louppe * | Rép.G    | 1 060 | 93.72 |  |  |
|          |                 |          |       |       |  |  |
| Inscrits | Inscrits        | Inscrits | 2 332 |       |  |  |
| Votants  | Votants         | Votants  | 1 131 | 48.50 |  |  |
| Exprimés | Exprimés        | Exprimés | 1 060 | 93.72 |  |  |

*sortant

### Canton de Quimperlé
|          | Jules Le Louédec * | Rad-soc  | 1 820 | 85.01 |  |  |
|          |                    |          |       |       |  |  |
| Inscrits | Inscrits           | Inscrits | 4 754 |       |  |  |
| Votants  | Votants            | Votants  | 2 141 | 45.04 |  |  |
| Exprimés |                    |          |       |       |  |  |

*sortant

### Canton de Landivisiau
Louis Quéinnec (Conserv) ne se représente pas.
|          | Laurent Boucher   | Prog.D   | 2 017 | 84.23 |  |  |
|          | Gabriel Pouliquen | Conserv  | 87    | 4.02  |  |  |
|          |                   |          |       |       |  |  |
| Inscrits | Inscrits          | Inscrits | 4 020 |       |  |  |
| Votants  | Votants           | Votants  | 2 391 | 59.48 |  |  |
| Exprimés | Exprimés          | Exprimés | 2 164 | 90.51 |  |  |

*sortant

### Canton de Pont-Aven
|          | Léonard Corentin-Guyho * | Prog.D   | 1 954 | 80.05 |  |  |
|          |                          |          |       |       |  |  |
| Inscrits | Inscrits                 | Inscrits | 5 203 |       |  |  |
| Votants  | Votants                  | Votants  | 2 441 | 46.92 |  |  |
| Exprimés | Exprimés                 | Exprimés | 2 006 | 82.18 |  |  |

*sortant